# Xanthium argenteum
Xanthium argenteum là một loài thực vật có hoa trong họ Cúc. Loài này được Widder miêu tả khoa học đầu tiên năm 1923.